# Onotoa
Onotoa  je naseljeni koraljni otok u sastavu Kiribata.

## Zemljopis
Nalazi se u grupaciji Gilbertovih otoka, 53 km jugoistočno od Tabiteuea.

## Stanovništvo
Prema popisu stanovništva iz 2005. godine, na otoku su živjele 1644 osobe (827 muškarac i 817 žena) u 7 naselja.

## Vanjske poveznice
|  | Zajednički poslužitelj ima još gradiva o temi Onotoa |